# Сальвадори, Пьер
Пьер Сальвадори (фр. Pierre Salvadori; род. 8 ноября 1964 года, Тунис) — французский актёр, кинорежиссёр, сценарист и продюсер.

## Биография
Родился в Тунисе в 1964 году, в семь лет переехал с родителями в Париж, окончил лицей и курсы кинематографистов Жаклин Шабрие. В составе группы молодых сценаристов работал на телевидении.
В 1989 году Пьер Сальвадори написал сценарий, с которым в 1993 дебютировал в кино в качестве режиссёра фильма «Нежная мишень».
В картинах Пьера Сальватори снимались Гийом Депардье, Мари Трентиньян, Жан Рошфор, Франсуа Клюзе, Одри Тоту.

## Фильмография

### Актёр
- 1994 — История о мальчике, который хотел бы кого-нибудь поцеловать / L'Histoire du garçon qui voulait qu'on l'embrasse — официант
- 1997 — Запретная женщина / La Femme défendue — мужчина
- 1997 — Жена космонавта / La femme du cosmonaute — грабитель
- 2005 — Вы будете смеяться, но я ухожу / Tu vas rire, mais je te quitte — директор
- 2014 — Макс и Ленни / Max & Lenny — полицейский

### Режиссёр
- 1992 — Семья / Ménage (короткометражка)
- 1993 — Нежная мишень / Cible émouvante
- 1995 — Ученики / Les apprentis
- 1996 — Любовь должна быть придумана заново / L'amour est à réinventer (мини-сериал, 1 эпизод)
- 1998 — …И не краснеет / ...Comme elle respire
- 2000 — Объезд / Le détour (телефильм)
- 2000 — Торговцы песком / Les marchands de sable
- 2003 — Только после Вас! / Après vous
- 2006 — Роковая красотка / Hors de prix
- 2010 — Случайный роман [1] / De vrais mensonges
- 2014 — Женщина во дворе / Dans la cour

### Сценарист
- 1992 — Семья / Ménage (короткометражка)
- 1993 — Нежная мишень / Cible émouvante
- 1995 — Ученики / Les apprentis (и адаптация)
- 1996 — Любовь должна быть придумана заново / L'amour est à réinventer (мини-сериал, 1 эпизод)
- 1997 — Жена космонавта / La femme du cosmonaute
- 1998 — …И не краснеет / ...Comme elle respire
- 2000 — Объезд / Le détour (телефильм)
- 2000 — Торговцы песком / Les marchands de sable (и адаптация)
- 2002 — Франсиска / Francisca
- 2003 — Только после Вас! / Après vous
- 2006 — Роковая красотка / Hors de prix
- 2010 — Дикая штучка / Wild Target
- 2010 — Случайный роман  / De vrais mensonges
- 2011 — Крутой поворот / Itinéraire bis
- 2013 — Король драмы / Nautanki Saala! (рассказ)
- 2014 — Женщина во дворе / Dans la cour

### Продюсер
- 2014 — Женщина во дворе / Dans la cour